# Triphysa glacialis
Triphysa glacialis är en fjärilsart som beskrevs av Bang-haas 1912. Triphysa glacialis ingår i släktet Triphysa och familjen praktfjärilar. Inga underarter finns listade i Catalogue of Life.